# Nestor de Camargo Oliveira
Nestor de Camargo Oliveira (Santana de Parnaíba, 13 de outubro de 1906 – Osasco, 27 de março de 1981) foi um comerciante e político brasileiro. Tornou-se uma figura de destaque na história de Barueri ao ser eleito o primeiro prefeito do município após sua emancipação de Santana de Parnaíba, exercendo o cargo entre 1949 e 1953.

## Primeiros anos e vida pessoal
Nestor nasceu no então distrito de Barueri, filho do casal Claro de Camargo Oliveira e Rosa Emília de Camargo, e morou por muitos anos na Rua Campos Sales, nº 211. Teve formação apenas no ensino primário, mas destacou-se na cidade por sua atuação como comerciante, especialmente no ramo de pneus. Era conhecido por seu envolvimento com a comunidade local e por sua dedicação à vida pública.

## Vida política e mandato como prefeito
Antes da emancipação de Barueri, Nestor de Camargo foi vereador em Santana de Parnaíba (1936-1937), município ao qual Barueri estava subordinado como distrito. Ele fez parte da comissão responsável pela luta pela autonomia do distrito, que resultou na emancipação oficial de Barueri em 26 de março de 1949.Pouco depois da conquista da emancipação, foi eleito prefeito de Barueri com 465 votos, vencendo o candidato Adonay de Almeida Sylos, que obteve 443 votos. Governou entre 26 de março de 1949 e 25 de março de 1953, pelo Partido Social Progressista (PSP). Durante seu mandato, promoveu importantes obras de infraestrutura para a recém-criada cidade. Entre as realizações estão a pavimentação com paralelepípedos da Rua Campos Sales, a construção de uma ponte sobre o rio Barueri-Mirim, a instalação da iluminação pública e residencial em diversos bairros, além da implantação de um posto médico sanitário. Também foi responsável pela doação do terreno onde foi construído o reservatório da Sabesp, próximo ao atual Centro Social Urbano (CSU), por meio de desapropriação amigável.

## Últimos anos e falecimento
Após concluir seu mandato como prefeito em 1953, voltou a se candidatar nas eleições legislativas de 1958, na qual foi candidatou-se a deputado estadual, não obtendo exito. No entanto, voltou à vida pública baruerinese em 1957, ao ser eleito vice-prefeito de Barueri na chapa de João Acácio de Almeida, exercendo o cargo de 26 de março de 1957 a 25 de março de 1961. Nas eleições de 1961, voltou a se candidatar a prefeitura de Barueri, porém não consegiu se eleger. Faleceu em 27 de março de 1981, aos 74 anos, no Hospital Cruzeiro do Sul, em Osasco, vítima de complicações decorrentes de diabetes e foi sepultado no cemitério municipal de Barueri.

## Homenagens
Como forma de reconhecimento por sua importância histórica e contribuição ao desenvolvimento de Barueri, o município batizou com seu nome a Escola Municipal de Ensino Fundamental (EMEF) Prefeito Nestor de Camargo, localizada no bairro Jardim Mutinga. A escola atende alunos do ensino fundamental II e passou por uma ampla reforma iniciada em 2025, com previsão de entrega em 2026. Além disso, há em Barueri uma rua com seu nome: a Rua Nestor de Camargo Oliveira, localizada no bairro Vila Creti.